# انتونیو رامیرز
انتونیو رامیرز (انگلیسی: Toño Ramírez؛ زادهٔ ۲۳ نوامبر ۱۹۸۶) بازیکن فوتبال اهل اسپانیا است.
از باشگاه‌هایی که در آن بازی کرده‌است می‌توان به باشگاه فوتبال رئال سوسیداد اشاره کرد.